# Georg Kremnitz
Pour les articles homonymes, voir Kremnitz.
Georg Kremnitz, né le 3 juin 1945 à Ellwangen, est un linguiste allemand. 

## Biographie
Il étudie la romanistique aux universités de Göttingen, Montpellier et Tübingen, avant de devenir professeur aux universités de Münster et de Vienne.
Il consacre une longue série de travaux à des thèmes de sociolinguistique et d'histoire de la langue occitane. Depuis 2014, il est membre correspondant de l'Institut d'études catalanes. Ses investigations se sont orientées aussi vers le catalan et le créole de la Martinique.
En 2004, il reçoit la médaille de bronze de Florian, en 2012 le prix international Raymond-Lulle et en 2017, le prix Robert-Lafont.

## Ouvrages
- Versuche zur Kodifizierung des Okzitanischen [Essai de codification de l'occitan] (1974)
- Sprachen im Konflikt, Theorie und Praxis der katalanischen Soziolinguistik [Langues en conflit, théorie et pratique de la sociolinguistique catalane] (1979)
- Das Okzitanische [L'Occitan] (1981)
- Entfremdung, Selbsbefreiung und Norm [Aliénation, auto-libération et norme] (1982)